# Kamienica przy ulicy Brackiej 11 w Krakowie
Kamienica przy ulicy Brackiej 11 – zabytkowa kamienica znajdująca się w Krakowie, w dzielnicy I przy ulicy Brackiej, na Starym Mieście.
Kamienica została wzniesiona w XV wieku. W 1850 spłonęła podczas wielkiego pożaru Krakowa. Odbudowana została w obecnej formie. W 2017 przeszła remont konserwatorski.
29 lutego 1988 kamienica została wpisana do rejestru zabytków. Znajduje się także w gminnej ewidencji zabytków.
Kamienica ma trzy kondygnacje. Fasada jest czteroosiowa. W jej środkowej części znajduje się pseudoryzalit o szerokości dwóch osi. Budynek wieńczy szeroki gzyms koronujący, wsparty konsolami.